# Olympia Dukakis
Olympia Dukakis (grec: Ολυμπία Δουκάκη) (Lowell, Massachusetts, 20 de juny de 1931 - Manhattan, 1 de maig de 2021) fou una actriu estatunidenca guanyadora d'un Oscar i d'un Globus d'Or.

## Biografia
Olympia Dukakis fou filla d'un matrimoni d'immigrants grecs, Constantí Dukakis i d'Alexandra Christos. Va tenir un germà, Apol·lo.
Dukakis va estudiar a l'Institut d'Arlington i a la Universitat de Boston. Es va iniciar en el teatre, on va representar variats papers en obres shakesperianes. Als 30 anys va fer el salt a Broadway i als anys seixanta es va consolidar com a actriu de teatre en obres com Who 's Who in Hell, Social Security i Rose, obra per a un sol personatge femení.
També treballà en el cinema, en diverses pel·lícules, entre les quals Encís de lluna (Moonstruck), en la qual interpretava la mare de Cher, i fou la que la va llançar a la fama ja amb 56 anys i li va reportar un premi Oscar a la millor actriu de repartiment.
També treballà per a la televisió. A Espanya se l'ha pogut veure a la minisèrie televisiva Joana d'Arc o en un dels episodis de Frasier. Menys conegut en el món de parla hispana, encara que ben recordat en la televisió nord-americana, és el seu paper d'Anna Madrigal en una altra minisèrie titulada Tales of the City, que la va fer mereixedora d'una nominació als Emmy.

## Vida personal
És molt notable l'interès polític que tingué Olympia Dukakis, sobretot a l'hora de defensar els drets humans i les causes per la protecció de la natura.
El 1962 es casà amb l'actor Louis Zorich, amb el qual va tenir tres fills. Era cosina del polític estatunidenc Michael Dukakis.

## Filmografia
| Any  | Pel·lícula                                    | Personatge                            | Notes |
| ---- | --------------------------------------------- | ------------------------------------- | --- |
| 1964 | Lilith                                        | Pacient                               | no surt als crèdits                                                                                               |
| 1964 | Twice a Man                                   | Mare Jove                             | |
| 1969 | Stilettor                                     | Sra. Amato                            | no surt als crèdits                                                                                               |
| 1969 | John and Mary                                 | Mare de John                          | |
| 1971 | Made for Each Other                           | Mare de Gig                           | |
| 1973 | Sisters                                       | Louise Wilanski, Empleada del Forn #2 | no surt als crèdits                                                                                               |
| 1974 | Death Wish                                    | Policia en el precint                 | no surt als crèdits                                                                                               |
| 1974 | The Rehearsal                                 |                                       | |
| 1979 | Rich Kids                                     | Lawyer                                | |
| 1979 | The Wanderers                                 | Mamá de Joey                          | |
| 1980 | The Idolmaker                                 | Sra. Vacarri                          | |
| 1982 | National Lampoon Goes to the Movies           | Helena Naxos                          | segment "Success Wanters"                                                                                         |
| 1985 | Walls of Glass                                | Mary Flanagan                         | |
| 1987 | Encís de lluna (Moonstruck)                   | Rose Castorini                        | Oscar a la millor actriu secundària BAFTA a la millor actriu secundària Globus d'Or a la millor actriu secundària |
| 1988 | Working Girl                                  | Directora de Personal                 | |
| 1989 | Magnòlies d'acer                              | Clairee Belcher                       | |
| 1989 | Mira qui parla                                | Rosie                                 | |
| 1989 | El meu pare                                   | Bette Tremont                         | |
| 1990 | Mira qui parla també (Look Who's Talking Too) | Rosie                                 | |
| 1990 | In the Spirit                                 | Sue                                   | |
| 1992 | Over the Hill                                 | Alma Harris                           | |
| 1993 | Mira qui parla ara                            | Rosie                                 | |
| 1993 | The Cemetery Club                             | Doris Silverman                       | |
| 1993 | Digger                                        | Bea                                   | |
| 1994 | I Love Trouble                                | Jeannie, Secretaria de Peter          | |
| 1995 | Mr. Holland's Opus                            | Directora Helen Jacobs                | |
| 1995 | Poderosa Afrodita                             | Jocasta                               | |
| 1995 | Jeffrey                                       | Sra. Marcangelo                       | |
| 1995 | Dead Badge                                    | Dra. Doris Rice                       | |
| 1995 | Young at Heart                                | Rose Garaventi                        | |
| 1996 | Milk & Money                                  | Goneril Plogg                         | |
| 1996 | Jerusalem                                     | Mare (Sra. Gordon)                    | |
| 1996 | Mother                                        | Sra. Jay                              | |
| 1997 | La parella ideal                              | Helen Rosner                          | |
| 1997 | Picture Perfect                               | Rita Mosley                           | |
| 1998 | Better Living                                 | Nora                                  | |
| 1998 | Màfia: Estafa com puguis (Mafia!)             | Sophia                                | |
| 2000 | Brooklyn Sonnet                               | Helen Manners                         | |
| 2005 | The Intended                                  | Erina                                 | |
| 2003 | Charlie's War                                 | Charlie                               | |
| 2003 | The Event                                     | Lila                                  | |
| 2005 | Whiskey School                                | Ellen Haywood                         | |
| 2005 | 3 Needles                                     | Hilde la Monja Misionera              | |
| 2005 | The Thing About My Folks                      | Muriel Kleinman                       | |
| 2005 | Nova York                                     | Judy Hillerman                        | segment "Judy's Story"                                                                                            |
| 2006 | Day on Fire                                   | Dra. Mary Wade                        | |
| 2006 | Away from Her                                 | Marian                                | |
| 2006 | Jesus, Mary and Joey                          | Sophia Vitello                        | |
| 2007 | In the Land of Women                          | Phyllis                               | |
| 2008 | Poor Things                                   |                                       | |
| 2008 | The Price of Art                              | Esther                                | |
| 2009 | Montana Amazon                                | Ira                                   | |

## Premis

### Oscar
| Any  | Categoria                | Pel·lícula     | Resultat   |
| ---- | ------------------------ | -------------- | ---------- |
| 1988 | Millor actriu secundària | Encís de lluna | Guanyadora |

### Globus d'Or
| Any  | Categoria                                       | Pel·lícula     | Resultat   |
| ---- | ----------------------------------------------- | -------------- | ---------- |
| 1988 | Millor actriu secundària                        | Encís de lluna | Guanyadora |
| 1993 | Millor actriu secundària - Minisèrie o telefilm | Sinatra        | Nominada   |

### BAFTA
| Any  | Categoria                | Pel·lícula     | Resultat |
| ---- | ------------------------ | -------------- | -------- |
| 1989 | Millor actriu secundària | Encís de lluna | Nominada |